# 9431 Pytho
9431 Pytho este o planetă minoră (asteroid), cu un diametru de 38,358 km, din Asteroid troian al lui Jupiter. A fost descoperită pe 12 august 1996 la Circolo Culturale Astronomico di Farra d'Isonzo⁠(d) de Circolo Culturale Astronomico di Farra d'Isonzo⁠(d). 
Obiectul prezintă o orbită caracterizată de o semiaxă mare de 5,1175041 UAi, o excentricitate de 0,09, o înclinație de 21,33226 ° în raport cu ecliptica.